# رچنویه
رچنویه (به لاتین: Rechnoye) یک منطقهٔ مسکونی در روسیه است که در استان آستراخان واقع شده‌است.